# ジャスティファイ
ジャスティファイ（英:Justify）は、アメリカ合衆国の競走馬、種牡馬。馬名は「正当化する」という意味である。
主な勝ち鞍は2018年のアメリカクラシック三冠。当初は無敗での三冠達成とされたが、引退後に後述する薬物違反スキャンダルが発覚し、法廷闘争などを経て2024年に前哨戦サンタアニタダービーの失格処分が公式に決まった。ジャスティファイ陣営は異議申し立てを行っている。
主戦騎手はマイク・スミス。

## 戦績
2018年2月18日サンタアニタパーク競馬場の未勝利戦に1番人気で出走し、2着馬に9馬身半差をつけてデビュー戦を飾る。続く3月11日の条件戦でも2着馬に6馬身半差をつけ2連勝する。G1初挑戦となった4月7日のサンタアニタダービーでは好スタートからハナを奪うとそのまま逃げ切り2着のボルトドーロに3馬身差をつけG1初制覇を飾り、ケンタッキーダービーの有力候補に名乗りを挙げる。
迎えた5月5日のケンタッキーダービーは道中2番手でレースを進めると3コーナーで先頭に立ちそのまま押し切ってG1・2連勝とした。無敗でのケンタッキーダービー制覇は2008年のビッグブラウン以来10年ぶり、3歳デビューでのケンタッキーダービー制覇は1882年のアポロ以来136年ぶりの快挙となった。
5月19日のプリークネスステークス、6月9日のベルモントステークスを制覇。
2015年のアメリカンファラオ以来3年ぶり、史上13頭目のアメリカクラシック三冠を達成した。無敗の三冠馬としては、1977年のシアトルスルー以来41年ぶりで、史上2頭目の快挙となった。また、3歳デビュー馬が三冠を達成したのは本馬が史上初である。
ブリーダーズカップ・クラシックをキャリア最終戦と位置づけて調整していたが、脚首に怪我を負い、陣営から引退が発表された。

### エピソード
アメリカの人気クイズ番組『ジェパディ!』で「ボブ・バファート調教師が育て上げたアメリカンファラオに続く2頭目の米国三冠馬で、今年三冠を達成した馬の名前を答えよ」という問題が出題された。クイズに正解すればおよそ600ドルの賞金が貰えたが、クイズの回答者全員ジャスティファイだと答えられなかった。

## 引退後
引退後は生産所有者のウィンスターファームから80億円以上の取引額でクールモアグループに譲渡され、アッシュフォードスタッドにて種牡馬となった。

### 薬物違反のスキャンダル
引退翌年の2019年9月11日にニューヨークタイムズにて、サンタアニタダービーのレース後の薬物検査で、体内から禁止薬物「スコポラミン」の陽性反応が検出されていたと報じられた。同紙は「つまり競馬法に従っていたならば、ジャスティファイはケンタッキーダービーに出走できなかったはず」との見解を示した。すぐに失格の裁定が下されていれば、勝利で得られるKYダービーの出走ポイントは無効となり、ジャスティファイはケンタッキーダービーの出走資格がなかったことになる。カリフォルニア州競馬委員会（CHRB）は検査結果の確定に1か月以上も要し、ジャスティファイが三冠馬となった後、秘密裏に薬物違反の疑いを退けることを採択したとされている。CHRBのリック・ベデカー専務理事は「ケンタッキーダービーの前までに、調査報告書をまとめるのは無理だった」、スコポラミンはチョウセンアサガオ類の雑草に含まれており、それらの草は気付かないうちに放牧地に生えているため、委員会としては慎重に動いていたと説明している。2020年12月に「当時の審問は適切に行われた」として、異議申し立ては棄却されている。
しかし、この棄却はあくまでCHRBの内部決定であり、2023年12月1日に2着Bolt d'Oro（英語版）の馬主であるRuis Racing LLCはロサンゼルス郡上級裁判所にてジャスティファイのサンタアニタダービー失格の判決が下ったとの声明を発表した。

## 種牡馬時代
2019年からアメリカのケンタッキー州にあるアッシュフォードスタッドにて種牡馬として供用されており、初年度の種付け料は15万ドルに設定された。
南半球のオーストラリアでもシャトル種牡馬として供用されており、2020年生の初年度産駒で指定のGIを一番に制したオーナーには、フェラーリの新車をプレゼントするギフトプロモーションを行っている。
2022年5月22日にアメリカのサンタアニタパーク競馬場でデビューしたタホマが快勝して産駒初勝利。6月26日アイルランドのカラ競馬場のG2戦エアリースタッドステークスにてスタチュエットが勝利して産駒重賞初制覇。
2023年6月10日にアメリカのベルモントパーク競馬場のウッディスティーヴンスステークスでアラビアンライオンが快勝して産駒G1初制覇を挙げた。

### 主な産駒
太字はG1競走。
- 2020年産 
  - Arabian Lion - ウッディスティーヴンスステークス
  - Aspen Grove - ベルモントオークス招待ステークス、フレームオブタラステークス（愛G3）
  - Just Cindy - シュイラーヴィルステークス（米G3）
  - Statuette - バランシーンステークス（愛G2）
  - Learning To Fly- ウィデンステークス（豪G3）、レイスリングステークス（豪G2）
  - Champions Dream - ナシュアステークス（米G3）
  - オーサムリザルト - エンプレス杯（Jpn2）、ブリーダーズゴールドカップ(Jpn3)、クイーン賞(Jpn3)
- 2021年産 
  - Opera Singer - マルセルブサック賞、ナッソーステークス、アイリッシュステークス（愛G3）
  - Just F Y I - フリゼットステークス、ブリーダーズカップ・ジュヴェナイルフィリーズ
  - City of Troy - デューハーストステークス、英ダービー、エクリプスステークス、インターナショナルステークス、スーパーレイティヴステークス（英G2）
  - Hard To Justify - ブリーダーズカップ・ジュヴェナイルフィリーズターフ、ミスグリロステークス（米G2）
  - Ramatuelle - フォレ賞、デュボワ賞（仏G3）、ロベールパパン賞（仏G2）
  - Buchu - ジェサミンS（米G2）、アパラチアンS（米G2）
- 2022年産 
  - Ruling Court - 2000ギニー
  - Scandinavia - グッドウッドカップ、バーレーントロフィーステークス（英G3）

## 競走成績
| 出走日     | 競馬場             | 競走名                   | 格 | 頭数 | 人気 | 着順 | 騎手           | 斤量 （ポンド） | 距離       | 馬場状態 | タイム  | 着差    | 1着（2着）馬       | 出典       |
| ---------- | ------------------ | ------------------------ | -- | ---- | ---- | ---- | -------------- | --------------- | ---------- | -------- | ------- | ------- | ------------------ | ---------- |
| 2018.02.18 | サンタアニタ       | メイドン                 |    | 5頭  | 1人  | 1着  | D.ヴァンダイク | 122             | ダート7F   | 速       | 1:21.86 | 9 1/2身 | (Camby)            | [ Race 1 ] |
| 0000.03.11 | サンタアニタ       | オプショナルクレーミング |    | 5頭  | 1人  | 1着  | M.スミス       | 120             | ダート8F   | 不良     | 1:35.73 | 6 1/2身 | (Shivermentimbers) | [ Race 2 ] |
| 0000.04.07 | サンタアニタ       | サンタアニタダービー     | G1 | 7頭  | 1人  | 失格 | M.スミス       | 124             | ダート9F   | 速       | 1:49.72 | 3身     | Bolt d'Oro         |            |
| 0000.05.05 | チャーチルダウンズ | ケンタッキーダービー     | G1 | 20頭 | 1人  | 1着  | M.スミス       | 126             | ダート10F  | 不良     | 2.04.20 | 2 1/2身 | (Good Magic）      | [ Race 3 ] |
| 0000.05.19 | ピムリコ           | プリークネスS            | G1 | 8頭  | 1人  | 1着  | M.スミス       | 126             | ダート9.5F | 不良     | 1.55.93 | 1/2身   | (Bravazo)          | [ Race 4 ] |
| 0000.06.09 | ベルモントパーク   | ベルモントS              | G1 | 10頭 | 1人  | 1着  | M.スミス       | 126             | ダート12F  | 速       | 2.28.18 | 1 3/4身 | (Gronkowski)       | [ Race 5 ] |

## 血統表
| ジャスティファイの血統    | ジャスティファイの血統                                                | ジャスティファイの血統                                                | （血統表の出典）                                                      | （血統表の出典） |
| 父系                      | ストームキャット系                                                    | ストームキャット系                                                    | ストームキャット系                                                    | [ § 2 ]          |
| 父 Scat Daddy 2004 黒鹿毛 | 父の父*ヨハネスブルグ Johannesburg 1999 鹿毛                          | *ヘネシー                                                             | Storm Cat                                                             | Storm Cat        |
| 父 Scat Daddy 2004 黒鹿毛 | 父の父*ヨハネスブルグ Johannesburg 1999 鹿毛                          | *ヘネシー                                                             | Island Kitty                                                          |                  |
| 父 Scat Daddy 2004 黒鹿毛 | 父の父*ヨハネスブルグ Johannesburg 1999 鹿毛                          | Myth                                                                  | *オジジアン                                                           | *オジジアン      |
| 父 Scat Daddy 2004 黒鹿毛 | 父の父*ヨハネスブルグ Johannesburg 1999 鹿毛                          | Myth                                                                  | Yarn                                                                  |                  |
| 父 Scat Daddy 2004 黒鹿毛 | 父の母Love Style 1999 栗毛                                            | Mr. Prospector                                                        | Raise A Native                                                        | Raise A Native   |
| 父 Scat Daddy 2004 黒鹿毛 | 父の母Love Style 1999 栗毛                                            | Mr. Prospector                                                        | Gold Digger                                                           |                  |
| 父 Scat Daddy 2004 黒鹿毛 | 父の母Love Style 1999 栗毛                                            | Likeable Style                                                        | Nijinsky                                                              | Nijinsky         |
| 父 Scat Daddy 2004 黒鹿毛 | 父の母Love Style 1999 栗毛                                            | Likeable Style                                                        | Personable Lady                                                       |                  |
| 母 Stage Magic 2007 栗毛  | 母の父Ghostzapper 2000 鹿毛                                           | Awesome Again                                                         | Deputy Minister                                                       | Deputy Minister  |
| 母 Stage Magic 2007 栗毛  | 母の父Ghostzapper 2000 鹿毛                                           | Awesome Again                                                         | Primal Force                                                          |                  |
| 母 Stage Magic 2007 栗毛  | 母の父Ghostzapper 2000 鹿毛                                           | Baby Zip                                                              | Relaunch                                                              | Relaunch         |
| 母 Stage Magic 2007 栗毛  | 母の父Ghostzapper 2000 鹿毛                                           | Baby Zip                                                              | Thirty Zip                                                            |                  |
| 母 Stage Magic 2007 栗毛  | 母の母Magical Illusion 2001 栗毛                                      | Pulpit                                                                | A.P. Indy                                                             | A.P. Indy        |
| 母 Stage Magic 2007 栗毛  | 母の母Magical Illusion 2001 栗毛                                      | Pulpit                                                                | Preach                                                                |                  |
| 母 Stage Magic 2007 栗毛  | 母の母Magical Illusion 2001 栗毛                                      | Voodoo Lily                                                           | Baldski                                                               | Baldski          |
| 母 Stage Magic 2007 栗毛  | 母の母Magical Illusion 2001 栗毛                                      | Voodoo Lily                                                           | Cap the Moment                                                        |                  |
| 母系(F-No.)               | (FN:1-h)                                                              | (FN:1-h)                                                              | (FN:1-h)                                                              | [ § 3 ]          |
| 5代内の近親交配           | Mr. Prospector 5･3×5＝18.75%、Nijinsky 4×5＝9.38%、Narrate 5×5＝6.25% | Mr. Prospector 5･3×5＝18.75%、Nijinsky 4×5＝9.38%、Narrate 5×5＝6.25% | Mr. Prospector 5･3×5＝18.75%、Nijinsky 4×5＝9.38%、Narrate 5×5＝6.25% | [ § 4 ]          |
| 出典                      | 1. 2. 3. 4.                                                           | 1. 2. 3. 4.                                                           | 1. 2. 3. 4.                                                           | 1. 2. 3. 4.      |

- 半兄 The Lieutenant は G3 オールアメリカンS の勝ち馬。母 Stage Magic は現役時代12戦3勝、G3 ガーデニアS で3着になったことがある。祖母 Magical Illusion はCCAオークス3着馬。
- 半弟 ワンチャンプ は 2022年キーンランドセプテンバーセールにおいて120万ドルで落札され、栗東・森秀行厩舎が管理していたが未出走のままJRA競走馬登録を抹消。血統的価値を評価され2025年より日本にて種牡馬入りしている。

### レース結果の出典
1. ↑  “Maiden” (PDF).   Equibase. 2018年6月10日閲覧。
2. ↑  “Claming” (PDF).   Equibase. 2018年6月10日閲覧。
3. ↑  “kentucky derby” (PDF).   Equibase. 2018年6月10日閲覧。
4. ↑  “Preakness S” (PDF).   Equibase. 2018年6月10日閲覧。
5. ↑  “Belmont S” (PDF).   Equibase. 2018年6月10日閲覧。